# Pinalia stricta
Pinalia stricta là một loài thực vật có hoa trong họ Lan. Loài này được (Lindl.) Kuntze miêu tả khoa học đầu tiên năm 1891.

## Hình ảnh

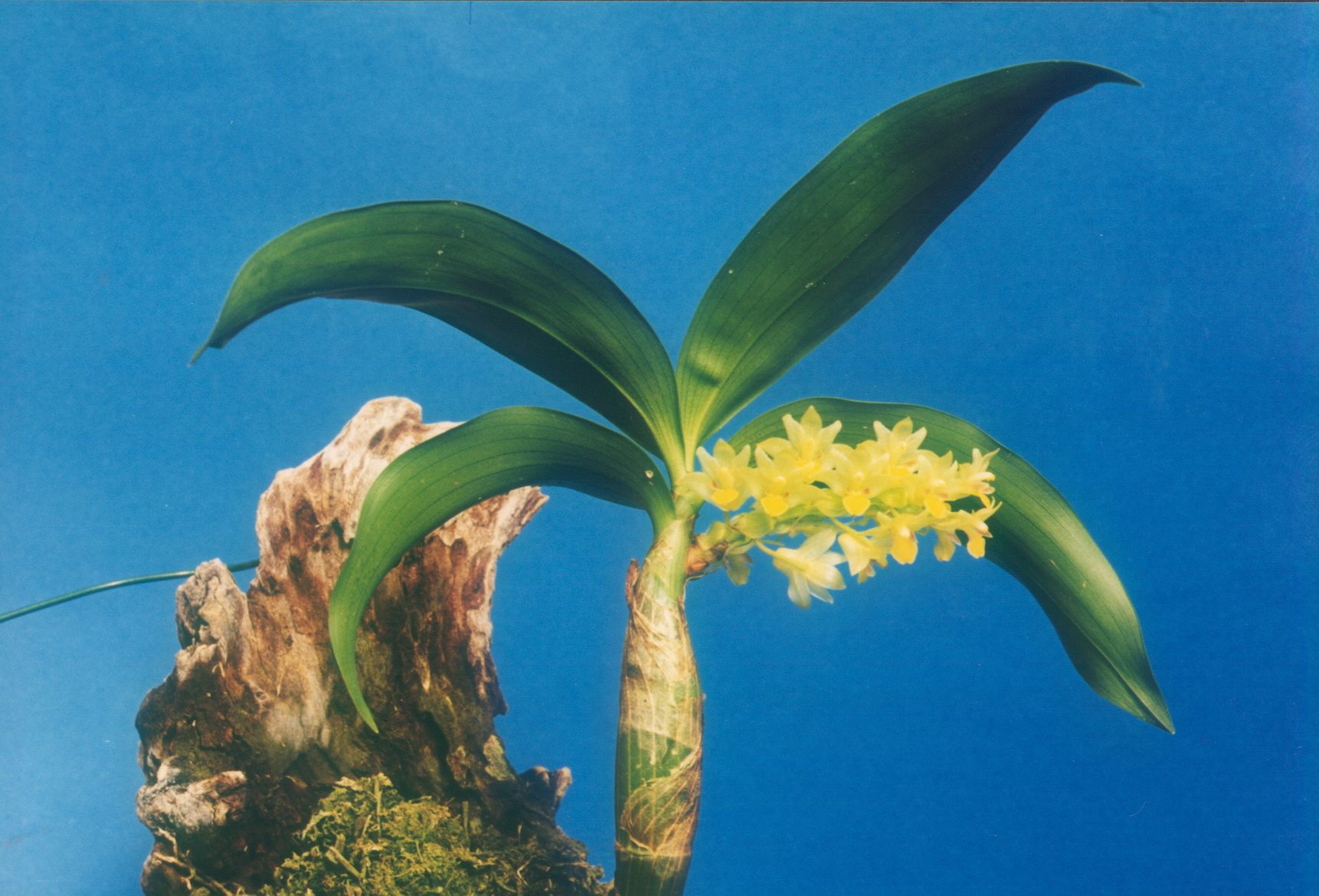
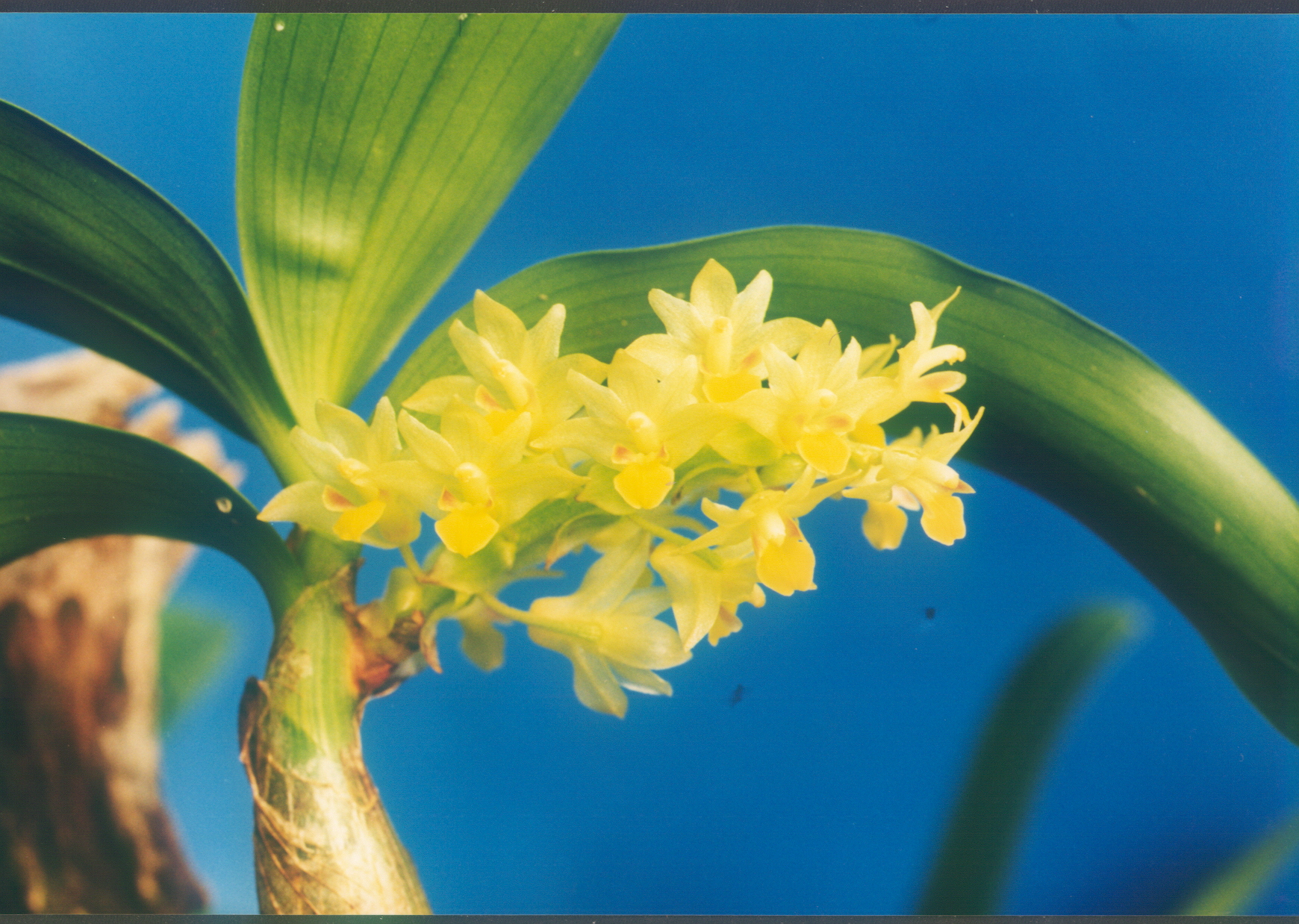
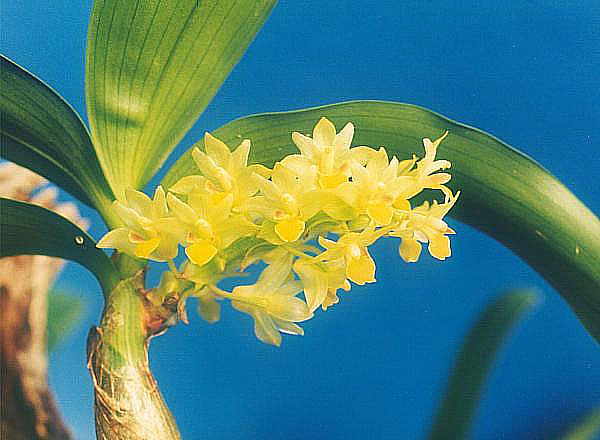
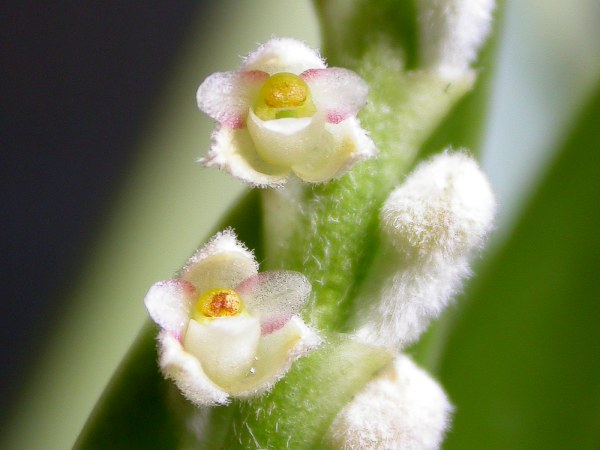